# Прокоп'юк Ростислав Якович
Ростислав Якович Прокоп'юк (29 січня 1958 , Вербичне, Волинська область ) — чеський психолог залежностей українського походження.

## Життєпис
Народився у селі Вербичне на Волині. В дитинстві мріяв про кар'єру актора. Після закінчення Купичівської середньої школи, працював директором Новодвірського будинку культури. Після повернення з армії працював заступником директора з культури Нововолинського заводу та в школі № 1 у Нововолинську.
1981—1985 — навчався в Київському університеті ім. Драгоманова.

### Початок кар'єри
Після університету Ростислав працював у телефонній службі психологічної підтримки, також був учителем психології й етики сімейних відносин у школах Києва. Працював зі своєю програмою психологічної допомоги в прямому ефірі Івано-франківського обласного радіо. Після однієї з програм Прокоп'юка запросили на роботу до Чехословаччини, куди він переїхав 1991 року й продовжує займатись практичною психологією.
З часом Ростислав створив свій центр здоров'я «Аура», з часом його пацієнтами стали відомі зірки чеського кіно й телебачення. Актриса Їржина Богдалова кличе Ростислава до свого ток шоу, після чого він отримує популярність, його починають часто запрошувати до програм чеського і словацького телебачення, про нього пишуть місцеві медіа.

### Відомість
Метод «зворотньої реальності», створений Прокоп'юком відрізняється тим, що сеанс позбавлення від паління або алкоголізму триває всього 15 хвилин. Він не має аналогів у світі.
Ростислав спеціалізується на допомозі зіркам чеської естради й кіно. За статистикою лікаря, приблизно 1 % його пацієнтів починають палити знову, решта — виліковуються назавжди.

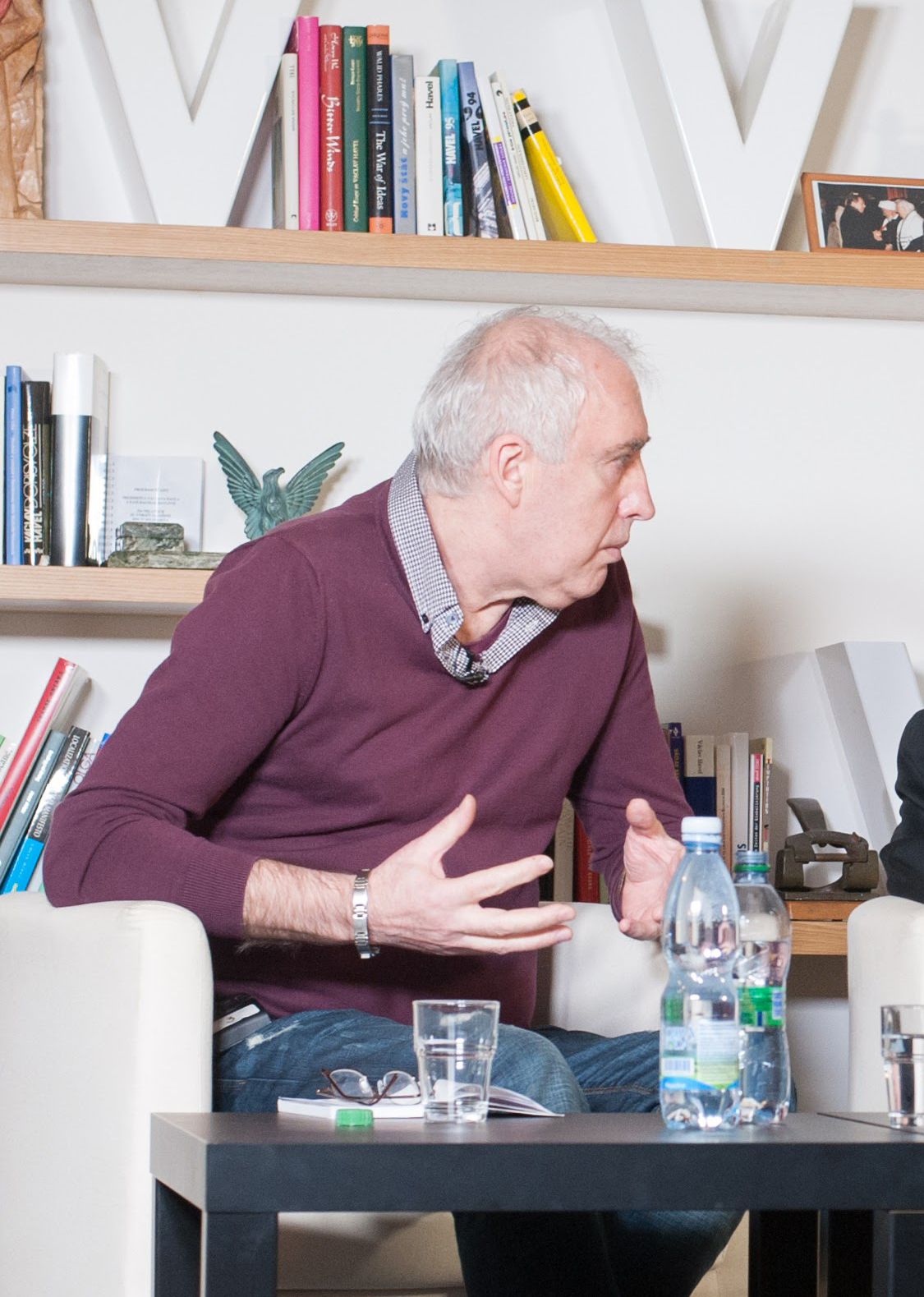
Прокоп'юк під час запису в Празі, грудень 2016

В грудні 2016 року з Романом Скрипіним робив експериментальний проект «Україна очима чехів». Разом із Романом вів кілька ефірів з Чеської столиці для проекту UMN та skrypin.ua.
2018 року на запрошення каналу ICTV почав в Україні програму з психологічної реабілітації бійців АТО «Зміна реальності». Підтримує поранених бійців в Київському військовому шпіталі, на своїх ток-шоу збирає ліки для госпіталю. Постійно робить виставки своїх картин, де збирає гроші для поранених бійців.
2019 року проходить виставка його фотографій у Львові (паб «Дублін») на підтримку проекту Сергія Притули.
2020 року в Київському будинку архітектора проходить виставка картин на підтримку проекту «Я, Ніна» Яніни Соколової.
2021 року Прокоп'юка було вдруге додано до Чеської книги рекордів за найбільшу кількість людей, яким він допоміг позбавитися залежності.

## Громадянська позиція
Ростислав має громадянство України, постійно займається популяризацією батьківщини серед чехів, підтримує бійців АТО, організовує виступи українських гуртів у чеській столиці.
Прокоп'юк співпрацює з мерією Праги і міністерством культури Чехії. Зокрема, 2014 року у співпраці з празьким мером Томашем Гудечеком пан Прокоп'юк організував концерт «Подамо руку Україні».
Коли в січні 2017 року останки українського діяча Олександра Олеся було ексгумовано на празькому цвинтарі, Прокоп'юк був одним з тих, хто займався перевезенням їх до України, а також висвятленням проблеми у ЗМІ.
У Празі діє «Форум культурного партнерства» — ініціатива сім'ї Прокоп'юків, вона покликана популяризувати українську культуру в Чехії. В рамках Форуму проходять виступи українських митців, музичних гуртів, письменників та громадських діячів, зокрема у його роботі брали участь: Піккардійська терція, Юрій Винничук, Сергій Притула, шоу «Вар'яти» тощо.

## Відзнаки
- 2006 року Ростислава було включено до швейцарської енциклопедії Who Is Who як одного з відомих представників Чехії.
- 2019 — записаний до Чеської книги рекордів зі своєю картиною, з якої було зроблено чоколадову копію[16].

## Книги
- Не палити — це просто (2008)
- Живіть своїм життям (2011)[17]

## Сім'я
- дружина Марія
- доньки Ірина і Яна